# Hoàng Minh Tổ huấn
Hoàng Minh Tổ huấn là một bộ di chiếu gồm những lời khuyên răn của Minh Thái Tổ Chu Nguyên Chương, hoàng đế khai quốc của nhà Minh, dành cho con cháu của ông. Bộ di huấn được hoàn thành vào năm 1373 với tựa đề gốc là Tổ huấn lục. Đến năm 1395, nó được đổi tên thành Hoàng Minh Tổ huấn trong quá trình xuất bản.
Nhằm đảm bảo đế nghiệp Minh triều được duy trì lâu dài, Chu Nguyên Chương đã bỏ ra rất nhiều tâm sức để nghiên cứu lịch sử, đúc kết kinh nghiệm hưng vong của các triều đại đi trước để đúc kết và biên soạn ra bộ "Hoàng Minh Tổ huấn" để răn dạy hoàng đế kế vị và hoàng thất đời sau. Lời nói đầu, do chính Chu Nguyên Chương viết nên, khuyến khích con cháu ông xây dựng một triều đại pháp trị nghiêm minh. Tác phẩm liên kết sự tồn vong của hoàng triều với sự cần kiệm và cảnh giác cá nhân trong việc quản lý đế quốc, tôn trọng lễ nghi ở nhiều dịp khác nhau và cả với những kẻ phản bội có thể là họ hàng, phu thê, quan tướng.
Hoàng Minh Tổ huấn được chia làm 13 chương
1. Lời nói đầu (箴戒, Châm giới): là những lời răn tổng quát: cấm dùng khốc hình, cấm lập tể tướng, cấm xử trí quá nghiêm khắc hoàng thân quốc thích phạm pháp, phương châm ngoại giao ("Bất chinh chi quốc" thuộc phần này), những điều cần chú ý trong phép làm vua, những điều các thân vương cần tuân thủ
2. Những giới luật hoàng đế cần trì giữ (持守, Trì thủ): lánh xa bọn xướng ca múa hát, giữ trật tự phép tắc cho nội cung, không được thiên kiến, siêng năng việc nước.
3. Những nghi lễ bái tế cần thực hiện (嚴祭祀, Nghiêm tế tự)
4. Đối sách của hoàng đế khi gặp điềm dữ trước, trong và sau khi xuất hành tuần du (謹岀入, Cẩn xuất nhập)
5. Quốc chính (慎國政, Thận quốc chính): hoàng đế không được thiên kiến chỉ nghe một bên, phải để bá quan lớn nhỏ đều được ngự tiền bẩm tấu; cấm chỉ từ quan đến dân không ai được phép dâng tấu tán dương đại thần.
6. Lễ nghi trong đạo vua tôi (禮儀, Lễ nghi): những vấn đề trong mối tương quan giữa hoàng đế với các thân vương; nhiệm vụ của thân vương mỗi khi hoàng đế cúng tế xã tắc, tông miếu; các nghi thức của phủ thân vương khi mừng năm mới hoặc chúc thọ hoàng đế; nghi thức của phủ thân vương khi tiếp chỉ; triều thần mỗi khi có việc đi ngang phủ thân vương đều phải làm lễ bốn vái, ai cố tình đi tắt hoặc đi vòng để tránh sẽ bị xử trảm; các quy định khi văn võ bá quan bái kiến thân vương; các quy tắc xưng hô của hoàng thân quốc thích khi dâng biểu chúc mừng; các quy định thân vương phải tuân thủ khi vào triều diện thánh; quy định đặt tên cho con cháu đời sau (mỗi chi 20 chữ, mỗi chữ đặt cho một đời).
7. Quy định về pháp luật (法律, Pháp luật): những hình phạt cho hoàng tộc nếu phạm lỗi; quy chế kim phù của triều đình khi tuyên triệu thân vương; bổn phận của các quan văn võ đối với thân vương; cách xử trị khi thường dân khinh mạn thân vương, hoặc quan thần vu cáo thân vương, gian thần xâm chiếm phủ đệ thân vương; phương thức xử lý khi thân vương phạm trọng tội; không đồ sát thần dân khi họ phạm tội; thân vương không được kết giao với hạng thứ dân, không được tiếp nhận đơn từ cáo trạng của dân chúng; sứ giả triều đình khi truyền đạt thông điệp cho thân vương nếu có lời lẽ không hợp đạo lý sẽ mang tội ly gián; khi tân thiên tử đăng cơ, các thân vương chỉ được dâng biểu chúc mừng, không được phép vào triều trong vòng 3 năm và phải chuyên tâm cẩn trọng phòng giữ biên cương. Nếu như tân nội các tuân thủ lời dạy của tổ tiên, triều đình thịnh trị thì sau 3 năm, thân vương được vào chầu theo lệ cũ. Nếu tân nội các bị gian thần thao túng, triều đình không kẻ trung lương, thiên tử sẽ hạ mật chiếu cho các thân vương dẫn quân về trị tội kẻ gian. Khi hoàng đế không có hoàng tử, ngôi vị sẽ được truyền cho em mình theo nguyên tắc đích mẫu (mẹ dòng đích), mẹ thứ dù sinh con trưởng cũng không được lập. Phải luôn kiểm tra quân số, không để xảy ra đào ngũ.
8. Quy định cho nội cung (內令, Nội lệnh): các chi tiêu của hoàng hậu và phi tần đều phải có sổ sách báo cáo rõ ràng; hậu phi không được liên hệ bên ngoài, không được can dự triều chính; những cung nhân phụng vụ hoàng đế và thân vương đều phải tuyển chọn con cái nhà lành, không tiếp nhận thị nữ do đại thần dâng lên, càng không được gần gũi ca kỹ.
9. Quan chế nội cung (內官, Nội quan): tuyệt đối cấm các hoạn quan can dự chính sự.
10. Quy chế cho quan chức (職制, Chức chế): Những tiêu chuẩn về sách phong, ấn tín, chiếu lệnh khi phong tước. Những danh xưng phong hiệu cho trai gái hoàng tộc. Hệ thống Tôn nhân phủ (cơ quan quản lý hoàng tộc). Quy chế điều động quan viên của phủ thân vương. Quy chế phẩm trật các quan chức cấp thấp trong vương phủ. Quy chế phẩm trật của Ty Chỉ huy sứ (cơ quan chưởng quản quân đội các tỉnh thành).
11. Quân lính hộ vệ (兵衛, Binh vệ): Hạn chế số lượng quân lính hộ vệ vương phủ. Thân vương về chầu, vương tử phải thay thế trông nom việc biên phòng nghiêm túc đúng theo nghi trượng. Triều đình muốn điều binh phải có văn thư tống đạt cho thân vương và quan viên các trấn, các quan viên phải có lệnh của thân vương mới được phát binh. Các quy định về mối tương quan giữa quân trấn thủ và quân hộ vệ trong nước. Thân vương có thể huấn luyện binh sĩ, không hạn chế số lần đích thân thao luyện mỗi tháng. Các quy định cụ thể nghi trượng dành cho thân vương.
12. Tu bổ phủ đệ (營繕, Dinh thiện): Cung thất của thân vương phải thiết kế đúng quy cách, không được vượt chuẩn; nếu con cháu đời sau đông đúc, có thể xây dựng thêm. Vị trí các đất dành phong tặng thân vương. Hoàng đế, thân vương đều không được xây dựng hành cung, biệt điện, đài tạ để du ngoạn phương xa.
13. Bổng lộc cho thân vương (供用, Cung dụng): Bổng lộc của thân vương do chính quyền sở tại cung cấp vào cuối mỗi tháng 10 hàng năm. Quy định cụ thể bổng lộc cho các cấp trong hoàng tộc. Khi vương tử kế thừa vương vị, bổng lộc đời trước phải cắt đi một nửa

## Bất chinh chi quốc
Trong mục lời nói đầu, Chu Nguyên Chương dặn dò cụ thể:
"Chư Di bốn phương đều bị núi ngăn biển cách, ở nơi hẻo lánh một góc; được đất của họ cũng không đủ cung cấp, được dân của họ cũng không đủ sai khiến. Nếu họ không tự xét lượng mà đến quấy nhiễu biên cương ta, thì đó là điều chẳng lành cho họ. Họ vốn không phải là mối họa của Trung Quốc (中國), mà ta khởi binh đánh nhẹ, cũng là điều chẳng lành. Ta lo con cháu đời sau dựa vào Trung Quốc (中國) giàu mạnh, tham công danh nhất thời, vô cớ khởi binh, khiến tổn hại sinh mạng, phải ghi nhớ chớ nên làm. Chỉ có người Hồ (胡) và Nhung (戎) ở biên giới tây bắc, gần gũi nhau, nhiều đời chiến tranh, tất phải chọn tướng luyện binh, thường xuyên cẩn thận phòng bị."
Theo đó, ông lập ra danh sách "Bất chinh chi quốc (不征諸夷國)" (các nước mà nhà Minh sẽ không xâm chiếm) gồm 15 nước:
- Đông Bắc: Triều Tiên quốc (朝鮮國), tức Cao Ly (高麗). Tên Lý Nhân Nhân (李仁人)[4], cùng con là Lý Thành Quế (李成桂), nay đổi tên là Đán (旦), từ năm Hồng Vũ thứ 6 (1373) đến năm Hồng Vũ thứ 28 (1395), trước sau đã giết bốn vua họ Vương (王氏), vì thế mới đối đãi như vậy.
- Chính Đông, lệch về phía Bắc: Nhật Bản quốc (日本國), tuy ngoài mặt triều cống nhưng thực chất là giả dối, ngầm thông đồng với gian thần Hồ Duy Dung (胡惟庸), mưu đồ bất chính, vì thế mới đoạn tuyệt.
- Chính Nam, lệch về phía Đông:
  - Đại Lưu Cầu quốc (大琉球國)[5]: triều cống không đúng kỳ hạn, nhưng con vua và con của các bề tôi đi theo đều được vào Thái học học tập, lễ đãi rất hậu.
  - Tiểu Lưu Cầu quốc (小琉球國)[6], không có giao lưu qua lại, chưa từng triều cống.
- Tây Nam:
  - An Nam (3 năm cống 1 lần.)
  - Chân Lạp (triều cống như thường lệ, quốc gia nằm ven biển.)
  - Xiêm La (triều cống như thường lệ, quốc gia nằm ven biển.)
  - Chiêm Thành quốc (từ Chiêm Thành trở xuống, các nước khi đến triều cống thường mang theo thương nhân, phần nhiều gian trá lừa dối, vì thế bị ngăn cản. Từ năm Hồng Vũ thứ 8 (1375) đến năm Hồng Vũ thứ 12 (1379) mới dứt hẳn. Quốc gia này nằm ven biển.).
  - Tô Môn Đáp Lạt (蘇門答剌) (nay là đảo Sumatra của Indonesia) (quốc gia nằm ven biển.)
  - Tây Dương (tức Chola, nay thuộc khu vực duyên hải Tây Nam Ấn Độ) (quốc gia nằm ven biển.)
  - Trảo Oa (nay là đảo Java, thuộc Indonesia) (quốc gia này nằm giữa biển.)
  - Bồn Hanh (tức Pahang, bang lớn nhất ở bán đảo Malaysia) (quốc gia này nằm giữa biển.)
  - Bách Hoa (tức Batak, nay thuộc Bali của Indonesia) (quốc gia này nằm giữa biển.)
  - Tam Phất Tề (vương quốc cổ, tồn tại từ thế kỷ VII-XIII, địa giới bao gồm bán đảo Malaysia và phần lớn quần đảo Sunda) (quốc gia này nằm giữa biển.)
  - Bột Nê (tức Brunei) (quốc gia này nằm giữa biển.)

## Tiếp nhận của con cháu đời sau
Hoàng Minh tổ huấn được răn dạy cho nhiều đời con cháu nhà Minh, góp phần tạo nên cơ nghiệp nhà Minh kéo dài suốt 276 năm. Nhiều nội dung được các đời vua kế tục duy trì vững vàng (ví dụ như cấm phi tần can dự triều chính, cấm lập tể tướng, cấm đại thần tiến cử con cháu làm hậu phi, ngôi vua phải do con trưởng kế thừa), nhưng cũng có nhiều nội dung bị đời sau làm sai, hoặc do triều chính suy thoái nên không thực hiện được nữa, ví dụ:
- Chu Nguyên Chương cấm thân vương tự ý vào triều hoặc tự ý làm một số chuyện khác (để ngăn chặn nguy cơ thân vương làm phản), nhưng ngay đời con trai của ông là Chu Đệ đã vi phạm, tạo ra Loạn Tĩnh Nan. Chu Đệ chiếm ngôi vua của cháu, trở thành Minh Thành Tổ
- Minh Thành Tổ chinh phạt An Nam, vi phạm quy định "Bất chinh chi quốc"
- Cấm hoạn quan can dự triều chính, nhưng từ đời Minh Thành Tổ, nhiều hoạn quan được trao quyền lực cao và một số đã khống chế, làm loạn triều chính như Vương Chấn, Lưu Cẩn, Ngụy Trung Hiền
- Hoàng đế phải siêng năng việc nước, nhưng về sau có những vua nhà Minh đã bỏ bê triều chính, như Minh Vũ Tông, Minh Thần Tông...
- Phải thường xuyên kiểm tra, không để xảy ra đào ngũ trong quân đội, nhưng đến giữa thời nhà Minh trở về sau thì tình trạng này đã diễn ra rất nghiêm trọng do tình trạng quan lại, tướng lĩnh tham nhũng
- Cần phải luyện binh đề phòng cẩn thận biên cương Tây Bắc, nhưng đến cuối thời Minh, do quân đội suy thoái nên người Nữ Chân nổi lên, lập ra nhà Thanh rồi cuối cùng đã tiêu diệt nhà Minh.